# Succinonitrilo
El succinonitrilo, también llamado butanodinitrilo y 1,2-dicianoetano, es un dinitrilo de fórmula molecular C4H4N2.

## Propiedades físicas y químicas
A temperatura ambiente, el succinonitrilo es un sólido incoloro —que a veces puede tener coloración marrón—, inodoro y de aspecto ceroso, que tiene el punto de fusión a 54 °C y el punto de ebullición a 266 °C. 
En estado sólido, su densidad es de 1,022 g/cm³, mientras que a 60 °C, ya en fase líquida, dicha densidad se reduce a 0,987 g/cm³. Su vapor es 2,8 veces más denso que el aire. El succinonitrilo líquido (a 75 °C) presenta una viscosidad de 2,0 cP, doble de la del agua.
El nitrilo es soluble en agua en proporción de 127 g/L. Es soluble en acetona, cloroformo y dioxano, y solo ligeramente soluble en etanol, benceno y sulfuro de carbono.
El valor del logaritmo de su coeficiente de reparto, logP = -0,99, indica una mayor solubilidad en disolventes polares como el agua que en 1-octanol.
El succinonitrilo es incompatible con agentes oxidantes y reductores fuertes, así como con ácidos y bases fuertes.

## Síntesis
El succinonitrilo fue sintetizado ya en 1904 por reacción entre cianuro potásico y 1,2-dibromoetano utilizando etanol como disolvente:
Una versión mejorada del anterior procedimiento utiliza como precursor 1,2-dicloroetano, que se va añadiendo lentamente a una disolución de cianuro sódico en dimetilsulfóxido; esta reacción es exotérmica y la temperatura debe mantenerse por debajo de 160 °C.
Asimismo, la reacción entre cianuro de hidrógeno y acrilonitrilo en presencia del complejo de samario (pentametilciclopentadienil)2Sm(tetrahidrofurano)2 rinde succinonitrilo al 89%:
CH2=CHCN  +  HCN  →  NCCH2CH2CN
Otra ruta de síntesis es por reacción de etilenglicol y cianuro de hidrógeno gaseoso a 350-400 °C sobre gel de sílice:
A nivel industrial, el succinonitrilo se obtiene por adición de cianuro de hidrógeno a acrilonitrilo en un medio alcalino o en presencia de trietilamina (NEt3):
El procedimiento anterior tiene lugar bajo condiciones de reacción relativamente suaves (60 °C) con muy buenos rendimientos. La adición de N,N-dimetilformamida o N,N-dimetilacetamida acorta el tiempo de reacción a aproximadamente una hora.

## Usos
El succinonitrilo se utiliza como precursor de la 2-pirrolidona, que, en una primera etapa, se hidrogena parcialmente —usando níquel Raney como catalizador— a 3-aminopropionitrilo, para luego hidrolizarse con agua a presión y a 210 °C a gamma-butirolactama:
En este aspecto, la hidrogenación completa del succinonitrilo proporcioma putrescina (1,4-butanodiamina), empleada en la elaboración de poliamida nailon 46.
Asimismo, el succinonitrilo es un aditivo adecuado para la reacción con di- y triisocianatos monoméricos en presencia de fluoruros como catalizadores para la preparación de poliisocianatos con un alto contenido de grupos iminooxadiazinadiona (trímeros asimétricos de isocianato). Los poliisocianatos así obtenidos tienen grupos isocianato libres reactivos que pueden servir para la manufactura de plásticos de poliuretano:

## Precauciones
El succinonitrilo es un compuesto combustible, aunque debe ser precalentado antes de que se produzca la ignición. Su punto de inflamabilidad es de 132 °C.
Al arder puede emitir gases nocivos como óxidos de nitrógeno, monóxido de carbono y cianuro de hidrógeno.
Es una sustancia tóxica si se ingiere y provoca irritación en piel y ojos.